# Huambos (distrito)
Huambos é um distrito do Peru, departamento de Cajamarca, localizada na província de Chota. 

## Transporte
O distrito de Huambos é servido pela seguinte rodovia:
- PE-6A, que liga a cidade de Cochabamba  ao distrito de Reque (Região de Lambayeque) [3][4][5]